# Bahadur Xah Gudjarati
Bahadur Xah Gujarati fou sultà de Gujarat (1526-1537). Era el segon fill de Muzaffar Xah II (1511-1526).
En males relacions amb el seu germà gran Sikandar va abandonar el Gujarat el 1525 i es va dirigir a la cort d'Ibrahim Lodi, passant per Chitor i Mewat, i va assistir a la batalla de Panipat entre el sultà de Delhi i Baber.
El 1526 es va assabentar de la mort del seu pare i la proclamació del seu germà Sikandar Xah, i va sortir de Delhi cap a Chitor on va saber que Sikandar havia estat assassinat per Khwush Kadam Imad al-Mulk; amb el suport dels nobles gujaratis musulmans, es va proclamar llavors sultà a Anhilvada (Pattan) el 6 de juliol de 1526 sent reconegut per la noblesa.
Alà-l-Din Imad Xah de Berar es va refugiar a Khandesh després de ser derrotat per Burhan Nizam Xah d'Ahmadnagar. A petició de Miran Muhàmmad Xah I de Khandesh i d'Ala al-Din Imad Xah, Bahadur de Gujarat va enviar el seu exèrcit, junt al de Khandesh i al de Berar, contra Ahmadnagar el 1528. El fort de Daulatabad fou conquerit (1529) i finalment els invasors només es van retirar quan Burhan Nizam Xah va acceptar la retirada i un tractat humiliant reconeixent la sobirania de Gujarat (almenys fins al 1532); segons els historiadors va emetre moneda en nom del sultà de Gujarat però no s'ha trobat cap exemplar que ho demostri.
El 1531 va derrotar altre cop als portuguesos que atacaven a Diu. El 1531/1532 Bahadur Xah va envair Malwa aliat a Miran Muhàmmad de Khandesh; junts van fer una campanya contra Malwa i Chitor. Mandu, capital de Malwa, fou ocupada així com les fortaleses rajputs d'Ujjain, Bhilsa i Raisin (1532 i 1533) i va fer presoner al comandant d'aquestes guarnicions, Silhadi. Bahadur Xah va designar Miran Muhàmmad Xah I de Khandesh com a hereu presumpte del seu sultanat i li va donar el títol de Xah (vers 1533) Va fer un atac a Chitor que fou rebutjat (1533) però en un segon intent el març de 1534 la va poder ocupar finalment, quan ja havia esclatat la guerra entre Gujarat i els mogols (tardor del 1534).
L'emperador Humayun es queixava de què Bahadur havia donat refugi als afganesos Lodi i a Muhàmmad Zaman Mirza, gendre de Baber, que estava presoner a Bayana per orde d'Humayun i havia aconseguit fugir. Els mogols van derrotar Bahadur a Mandasor i Mandi i en la batalla de Campaner va perdre el seu tresor que va caure en mans d'Humayun. Bahadur va fer aliança llavors amb els portuguesos als que ara va cedir Vasai i després l'octubre del 1535 el dret de construir una fortalesa a Diu on Bahadur s'havia hagut de refugiar. Humayan, tot i l'ajuda portuguesa a Bahadur (força simbòlica) va ocupar Ahmedabad, la capital de Gujarat. La guerra amb els mogols va fer perdre també Malwa a Bahadur.
El 1536 Humayun va haver d'evacuar Gujarat i retornar a Agra davant l'amenaça de Xer Khan sobre el seu territori. Llavors Bahadur va poder expulsar a les guarnicions mogols del Gujarat i recuperar el país. Bahadur va enviar a Miran Muhàmmad de Khandesh i a Mallu Khan (de Malwa) per reconquerir Malwa. Miran Muhàmmad va ocupar Mandu, la capital de Malwa. Llavors va exigir als portuguesos la devolució dels drets sobre Diu i va anar a veure al governador Nuno da Cunha al seu vaixell ancorat davant el port, on fou assassinat pels portuguesos (13 de febrer del 1537). Miran Muhàmmad Xah I de Khandesh va saber la seva mort quan era a Mandu i es va proclamar sultà de Gujarat com a hereu designat.